# 제바트 우토콰이
제바트 우토콰이(독일어: Seebad Utoquai)는 1881년에서 1887년 사이에 지어진 역사적인 제우퍼안라게 산책로의 일부인 스위스 취리히시의 공중 목욕탕이다.

## 지리
야외 수영장은 각각 취리히호 호숫가의 우안에 있는 제펠트의 우토콰이에 있다. 대중 교통은 취리히 교통공사 운송 회사의 트램 2호선, 4호선, 33번 버스와 포스트아우토 버스 912번, 916번을 통해 취리히 중국정원 정류장까지 제공한다. 취리히의 하부 취리히호 호숫가의 다른 강둑에 있는 미텐콰이 욕장 맞은편에 있다.

## 역사
오래된 목욕탕이 부두 건설을 위한 자리를 마련해야 했기 때문에 당시 독립된 리스바흐 시에서는 티펜브루넨 욕장(1886)과 제바트 우토콰이(1890)라는 두 개의 새로운 목욕 시설을 지었다. 후자를 위해, 무어 양식의 섬세하고 탑과 같은 구조가 있는 죽마 위에 목욕탕이 건설되었다. 처음에는 취리히에서 남녀가 같은 욕실에서 목욕하는 것이 허용되었다. 1942년에 태양 테라스에 의해 우뚝 솟은 돔이 추가되었고, 역시 목조 건축으로 지어졌으며, 원래 욕실의 기본 구조는 여전히 보존되었다. 우토콰이는 1989년에 설립된 추정 가능한 정원 및 지역 중요 부지의 목록인 “보호할 가치가 있는 정원 및 지역사회 중요 시설 목록”에 올라 있다.

## 문화유산
이 건축물은 스위스 국가 및 지역 중요 문화재 목록에 지역 중요 대상으로 등재되어 있다.

## 같이 보기
- 콰이안라겐